# UTC+03:00
| 淺藍 | 欧洲西部时间／格林尼治標準時間（UTC）                       |
| 藍色 | 欧洲西部时间／格林尼治標準時間（UTC）                       |
| 藍色 | 欧洲西部夏令时间／英国夏令时／愛爾蘭標準時間（UTC+1）       |
| 紅色 | 欧洲中部时间（UTC+1）                                       |
| 紅色 | 欧洲中部夏令时间（UTC+2）                                   |
| 黃色 | 欧洲东部时间／加里宁格勒时间（UTC+2）                       |
| 金色 | 欧洲东部时间（UTC+2）                                       |
| 金色 | 欧洲东部夏令时间（UTC+3）                                   |
| 淺綠 | 歐洲极东時間／莫斯科时间／土耳其時間（UTC+3）               |
| 青綠 | 亞美尼亞時間／亞塞拜然時間／喬治亞時間／薩馬拉時間（UTC+4） |

|  | 時區   | 名稱                        |
|  | ------ | --------------------------- |
|  | UTC+2  | MSK−1: 加里宁格勒时间       |
|  | UTC+3  | MSK:+1 莫斯科时间           |
|  | UTC+4  | MSK+1: 萨马拉时间           |
|  | UTC+5  | MSK+2: 叶卡捷琳堡时间       |
|  | UTC+6  | MSK+3: 鄂木斯克时间         |
|  | UTC+7  | MSK+4: 克拉斯诺亚尔斯克时间 |
|  | UTC+8  | MSK+5: 伊尔库茨克时间       |
|  | UTC+9  | MSK+6: 雅库茨克时间         |
|  | UTC+10 | MSK+7: 符拉迪沃斯托克时间   |
|  | UTC+11 | MSK+8: 馬加丹時間           |
|  | UTC+12 | MSK+9: 堪察加时间           |

| 黑色 | UTC-1︰佛得角時間                                            |
| 绿色 | UTC︰欧洲西部时间 · 格林尼治標準時間                         |
| 蓝色 | UTC+1︰欧洲中部时间 · 西非時間 · 欧洲西部夏令时间            |
| 紅色 | UTC+2︰欧洲东部时间 · 中非時間 · 西非夏令時間 · 南非標準時間 |
| 黃色 | UTC+3︰欧洲东部夏令时间 · 東非時間                           |
| 灰色 | UTC+4︰毛里裘斯時間 · 塞舌爾時間                             |

|  | UTC+02:00           | 埃及標準時間                                                                                          |
|  | UTC+02:00 UTC+03:00 | 欧洲东部时间 / 以色列標準時間 / 巴勒斯坦标准时间 欧洲东部夏令时间 / 以色列夏令时间 / 巴勒斯坦夏令时间 |
|  | UTC+03:00           | 阿拉伯标准时间 / 土耳其时间 / 約旦标准时间                                                            |
|  | UTC+03:30           | 伊朗標準時間                                                                                          |
|  | UTC+04:00           | 波斯湾标准时间                                                                                        |

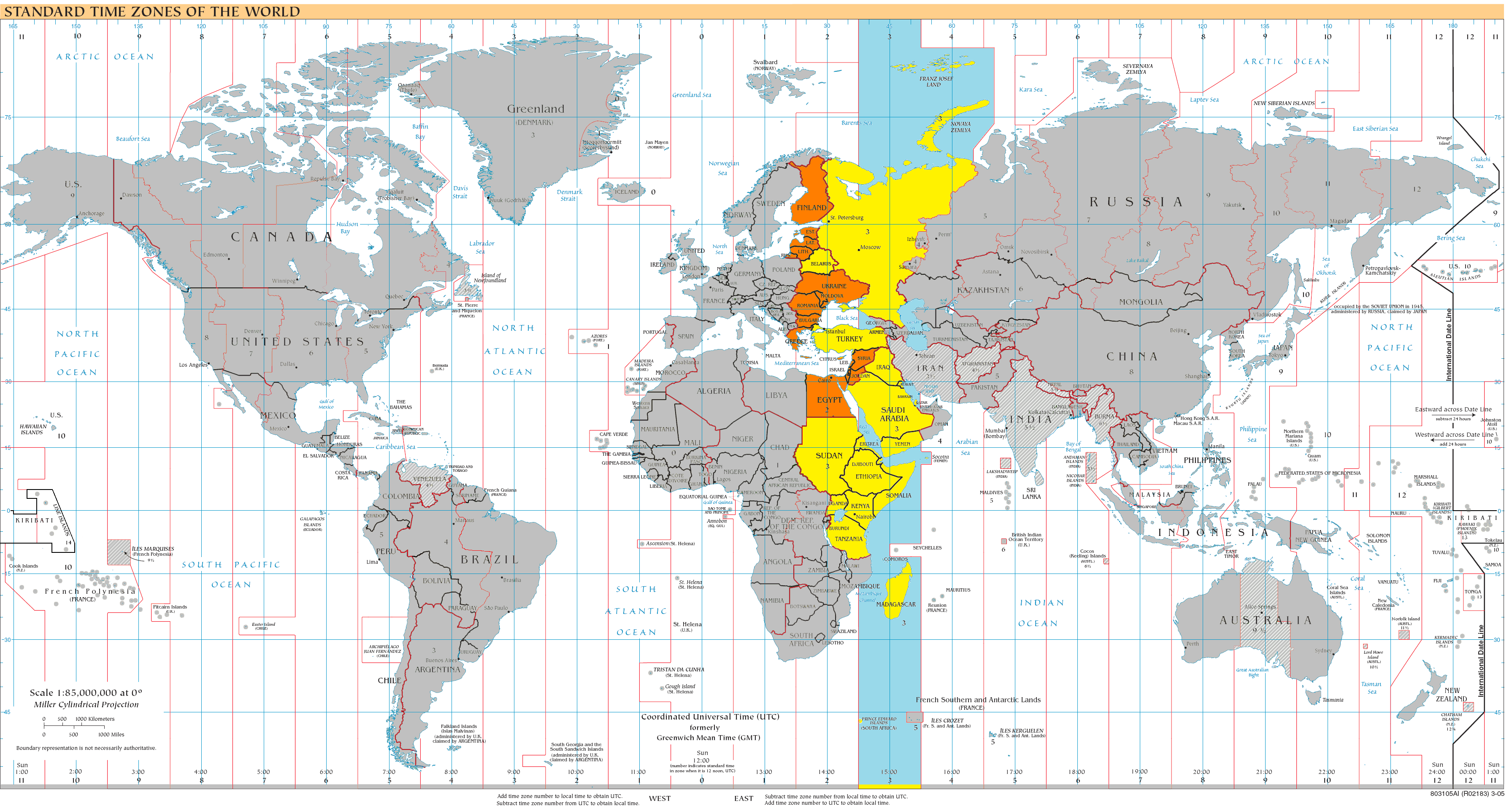
UTC+3：藍（12月，2011年3月27日起改为UTC+4至2014年10月26日結束）、橘（6月，俄罗斯加里宁格勒州2011年3月27日起改为UTC+3至2014年10月26日結束）、黃（全年）、淡藍 - 海洋

UTC+03:00時區比協調世界時快上3小時，包含以下區域：
- 欧洲东部夏令时间
- 東非時間
- 莫斯科時間

## 全年使用的国家和地区

### 欧洲和土耳其
大部分俄罗斯的欧洲领土包括莫斯科、圣彼得堡、顿河畔罗斯托夫、新地岛, 法兰士约瑟夫地群岛。从2014年10月26日开始，莫斯科和大部分俄罗斯的欧洲领土开始再次全年采用东三区时间。在2016年9月7日，土耳其和北塞浦路斯开始全年采用东三区时间。
- 白俄羅斯
- 俄羅斯 - 莫斯科时间
  - 俄罗斯铁路系统的时间，包括加里宁格勒州，但薩哈林鐵路不適用。
  - 而在2022年俄羅斯入侵烏克蘭以後，俄佔區亦於2022年5月起開始使用[4]
- 土耳其 - 2016年10月开始使用
- 北塞浦路斯土耳其共和国 - 2016年10月开始使用

### 非洲
- 衣索比亞
- 马达加斯加
- 马约特岛（法属） 和法属印度洋诸岛（印度礁，欧罗巴岛，新胡安岛）
- 南蘇丹
- 坦桑尼亚
- 乌干达

### 亚洲

#### 阿拉伯标准时间
阿拉伯标准时间（AST）（部分阿拉伯电视台写作KSA），被用于西亞部分国家。由于该地区大部分为赤道地区，日照时间全年并无显著变化，因此没有采用夏令时。1982年至2007年，伊拉克采用了夏令时（UTC+4），不过在2008年3月起停止使用。约旦和叙利亚也于2022年10月起开始永久使用UTC+3。
阿拉伯标准时间被以下国家采用：
- 巴林
- 伊拉克（1982年-2007年使用夏令时）
- 科威特
- 沙烏地阿拉伯
- 葉門
- 约旦（2022年起永久使用UTC+3[7]）
- 叙利亚（2022年起永久使用UTC+3[8]）

注意：
1. 時區最西處為蘇丹的西达尔富尔省的最西處，位於與查德的交界處。西达尔富尔省的首府朱奈纳就非常接近最西處（東經22度27分）。當地實際的時間（相當於東經45度）為西經22度33分，大約比時區時間慢1小時半，此為時區內最大的時間偏差（不包括使用夏令時間的國家）。
2. 時區的最東處為沙烏地阿拉伯东部省的最東處，位於與阿曼的交界處（東經55度20分）。

## 使用夏令时的国家和地区（仅在北半球的夏天）

### 欧洲
- 保加利亚
- 賽普勒斯
- 爱沙尼亚
- 芬兰（包括奥兰）
- 希腊
- 拉脫維亞
- 立陶宛
- 摩尔多瓦
- 羅馬尼亞
- 乌克兰

### 西亚
- 以色列
- 黎巴嫩